# Tomaspis posticata
Tomaspis posticata är en insektsart som först beskrevs av Carl Stål 1855.  Tomaspis posticata ingår i släktet Tomaspis och familjen spottstritar. Inga underarter finns listade i Catalogue of Life.